# 欢乐喷泉
43°19′6.89″N 11°19′53.12″E / 43.3185806°N 11.3314222°E

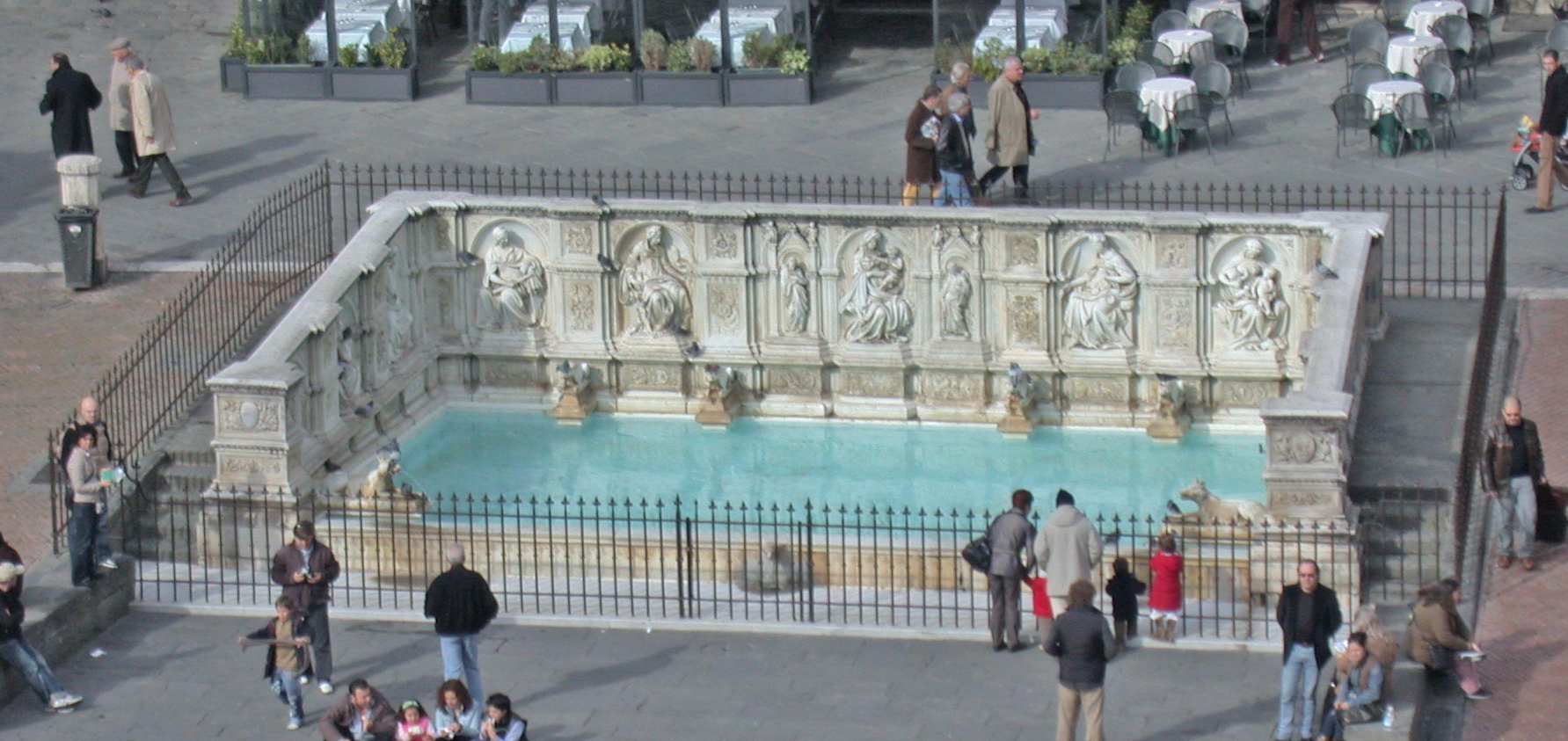
欢乐喷泉

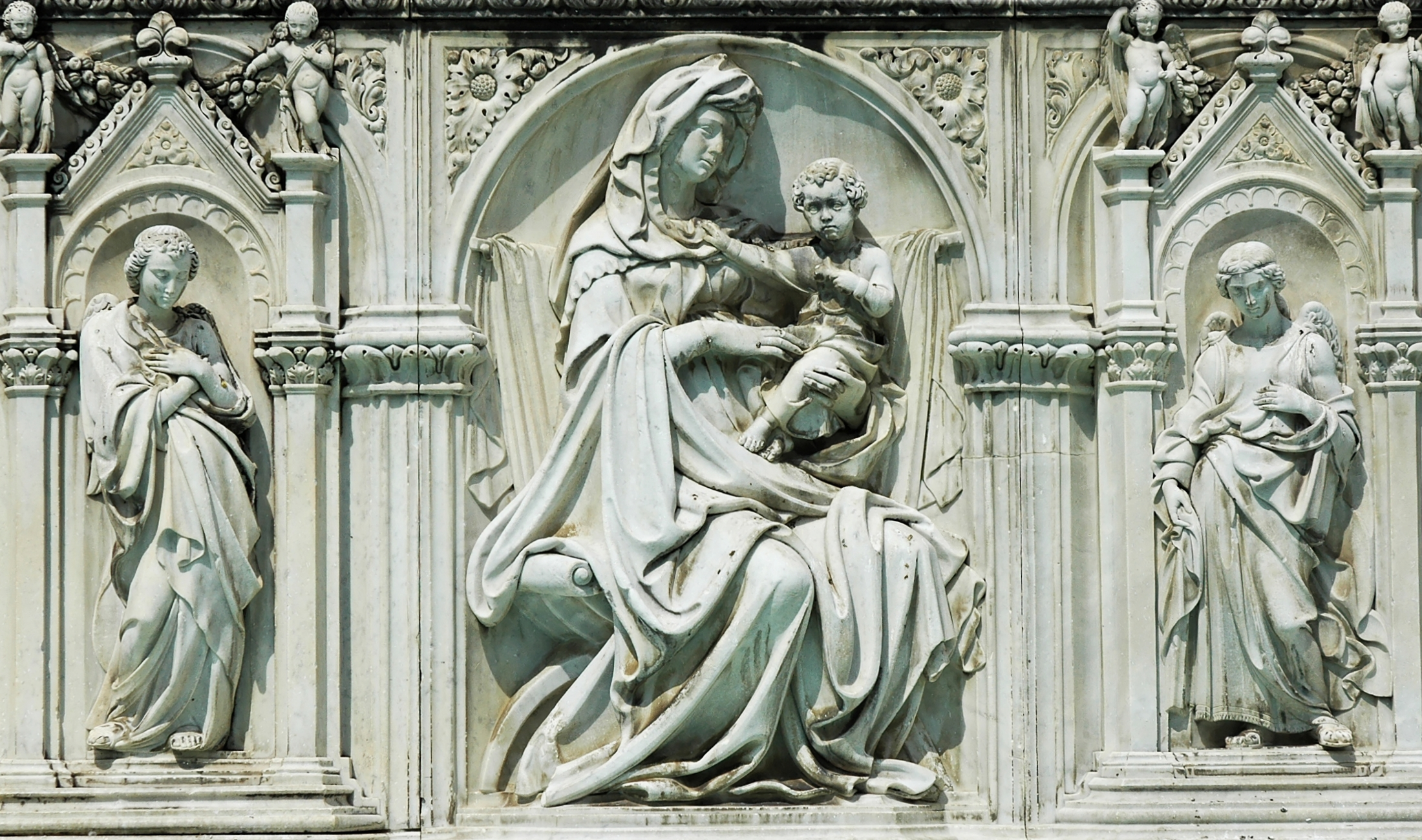

欢乐喷泉（Fonte Gaia）位于意大利中部城市锡耶纳的田野广场。

## 历史
1346年，锡耶纳的第一个城市公共喷泉向公众开放。弗朗切斯科·迪·乔治奥修建了一个庞大的液压系统，用大约30英里长的隧道，引水到市中心的喷泉。根据文献记载，目前的装饰浮雕的喷泉，在1409年委托雅格布·德拉·奎尔恰，在1419年完成。
喷泉周围为长方形，锡耶纳市政厅一侧敞开，另外三面为斜坡，因此必须加上围栏。
喷泉装饰是关于道德和宗教的传统主题，不过其形式特征非常自由活泼。喷泉的两个短边描绘浮雕《创造亚当》（Creazione di Adamo）和《驱逐》（Cacciata dei progenitori），前柱描绘雷亚·西尔维亚和阿卡·拉伦蒂亚，长边中间描绘圣母子，两边是美德（Virtù）和天使（Angeli）。